# Hrabstwo Patrick

Piramida wieku hrabstwa

Hrabstwo Patrick – hrabstwo w USA, w stanie Wirginia, według spisu z 2000 roku liczba ludności wynosiła 19407. Siedzibą hrabstwa jest Stuart.

## Geografia
Według spisu hrabstwo zajmuje powierzchnię 1259 km², z czego 1251 km² stanowią lądy, a 8 km² – wody.

### Miasta
- Stuart

### CDP
- Patrick Springs